# Église Saint-Martin de Nouhant
Pour les articles homonymes, voir Église Saint-Martin.
L'église Saint-Martin est une église située à Nouhant, dans le département français de la Creuse en France. Construite au XIIe siècle, elle est inscrite au titre des monuments historiques en 1935.

## Localisation
L'église est située sur la commune de Nouhant dans le département français de la Creuse en région Nouvelle-Aquitaine.

## Historique
L'église a été construite au XIIe siècle.
L'édifice est inscrit au titre des monuments historiques en 1935.

## Description

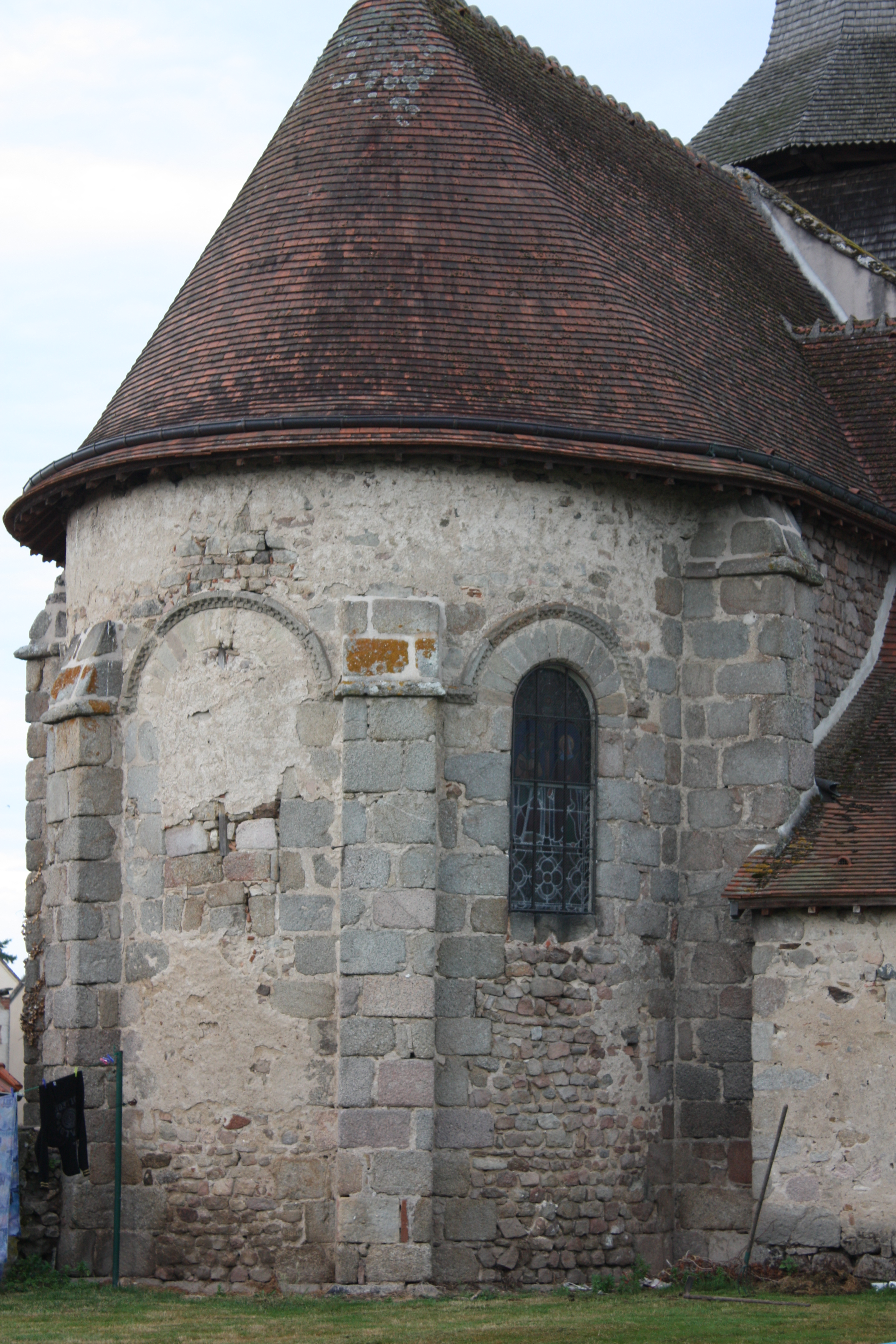
Le chevet.